# Clube Desportivo Primeiro de Agosto (handball)
La section de handball du Clube Desportivo Primeiro de Agosto est un club angolais de handball. Aussi bien chez les hommes que chez les femmes, il s'agit de l'un des meilleurs clubs angolais et africain avec l'Atlético Petróleos de Luanda.

## Palmarès

### Section masculine
Compétitions internationales
- Ligue des champions (1) : 2007
- Supercoupe d'Afrique (1) : 2003

Compétitions nationales
- Championnat d'Angola
  - Vainqueur (26) : 1980, 1981, 1982, 1983, 1984, 1986, 1987, 1991, 1992, 1993, 1994, 1995, 1996, 1998, 2000, 2002, 2003, 2004, 2005, 2007, 2008, 2011, 2012, 2013, 2015, 2016
  - Vice-champion (6) : 2001, 2002, 2006, 2009, 2010, 2014
- Coupe d'Angola
  - Vainqueur (4) : 2007, 2008, 2013, 2015
  - Finaliste (5) : 2006, 2010, 2011, 2012, 2016
- Supercoupe d'Angola
  - Vainqueur (4) : 2008, 2009, 2012, 2016
  - Finaliste (2) : 2013, 2014

### Section féminine
Compétitions internationales
- Coupe du monde des clubs
  - Vainqueur (1) : 2019
- Ligue des champions
  - Vainqueur (8) : 2014, 2015, 2016, 2017, 2018, 2019, 2022, 2023
  - Finaliste (4) : 2009, 2011, 2012, 2013
- Coupe d'Afrique des vainqueurs de coupe
  - Vainqueur (4) : 2015, 2016, 2017, 2019
  - Finaliste (2) : 2018, 2023
- Supercoupe d'Afrique
  - Vainqueur (7) : 2015, 2016, 2017, 2018, 2019, 2021, 2024
  - Finaliste (1) : 2023

Compétitions nationales
- Championnat d'Angola (en)
  - Vainqueur (9) : 2011, 2013, 2014, 2015, 2016, 2017, 2019, 2022, 2023
  - Vice-champion (5) : 2004, 2006, 2009, 2010, 2012, 2018, 2021, 2024
- Coupe d'Angola
  - Vainqueur (1) : 2015
  - Finaliste (6) : 2010, 2011, 2012, 2013, 2014, 2016
- Supercoupe d'Angola
  - Vainqueur (1) : 2015
  - Finaliste (4) : 2011, 2012, 2013, 2014

## Personnalités liées au club

### Joueuses
Parmi les joueuses évoluant ou ayant évolué au club, on trouve :
- Natália Bernardo
- Cristina Branco
- Azenaide Carlos
- Isabel Guialo
- Albertina Kassoma
- Christianne Mwasesa
- Astride Palata